# 2000년 하계 올림픽 핀란드 선수단
2000년 하계 올림픽 핀란드 선수단은 오스트레일리아 시드니에서 열린 2000년 하계 올림픽에 참가한 올림픽 핀란드 선수단이다.

## 메달리스트

### 금메달
- 아르시 하리우 — 육상 남자 포환던지기
- 이르키 야르비, 토마스 요한손 — 요트 남자 49er

### 은메달
- 유하 히르비 — 사격 남자 50m 소총 3자세

### 동메달
- 마르코 하누크셀라 — 레슬링 남자 그레코로만형 웰터급

## 종목별 성적

### 양궁
| 남자 개인전     |             |                           |             |               |                         |               |
|                 | 야리 리포넨 | 야리 리포넨               | 야리 리포넨 | 미카 오울리오 | 미카 오울리오           | 미카 오울리오 |
| 1/32 패자부활전 | 패배        | 프레드 반 주트펜 네덜란드 | 161-155     | 패배          | 비에체 반 알텐 네덜란드 | 163-160       |

| 여자 개인전     |               |             |         |
|                 | 카트리 수타리 |             |         |
| 1/32 패자부활전 | 패배          | 최옥실 북한 | 161-149 |

### 육상
남자 100m:
- 토미 하르토넨
  - 1라운드 — 10.53초 (→진출 실패)

남자 200m:
- 토미 하르토넨
  - 1라운드 — 20.82초
  - 2라운드 — 20.47초 NR
  - 준결선 — 20.88초 (→진출 실패)